# Anurophorus stepposus
Anurophorus stepposus is een springstaartensoort uit de familie van de Isotomidae. De wetenschappelijke naam van de soort is voor het eerst geldig gepubliceerd in 1990 door Potapov & Stebaeva.